# Onszen tamago
Az onszen tamago (温泉卵 温泉卵 vagy 温泉玉子) vagy onszentojás/onsen tojás egy főként reggelire felszolgált japán tojásétel, melyet Japán-szerte a természetes termálforrásokban (onszen) főznek. Mára az onszen szó a gasztronómiában a mérsékelt hőmérsékleten, lassan készített, krémes állagú lágytojás szinonimájává vált.

## Elkészítés

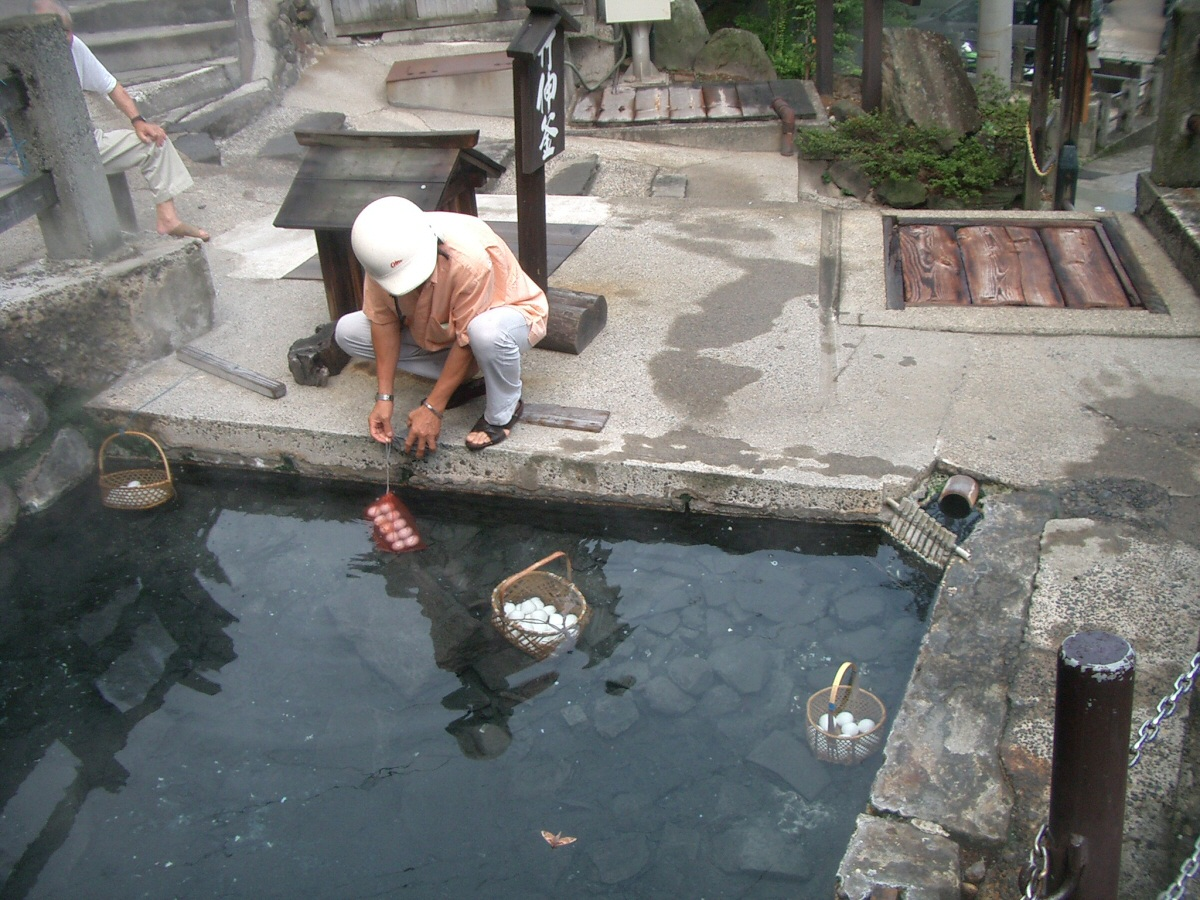
Onszen tamago főzése egy naganói termálmedencében

A tradicionális elkészítési módja, hogy egy hálóban 30-60 perc időtartamra a 60-70°C-os termálvízbe eresztik a tojásokat. A nyugati konyhaművészetben az utóbbi két évtizedben elterjedt sous-vide-berendezések segítségével az ajánlott főzési idő 64,5°C-on 60 perc, 65°C-on 45-50 perc, 75°C-on 13 perc.
A héjától megszabadított tojást a főzés után egy tálkába teszik, majd bonitó dasit vagy mirint, dasit, világos szójamártást és újhagymát adnak hozzá.
Az onszen tamago sok nyugati séfet is megihletett. Christian Lohse például a megfőtt és héjától megfosztott tojásokat pankóval panírozza, és bő zsiradékban röviden kisüti. Így a lágy, krémes tojás egy ropogós külső réteget kap. 

### Fekete tojás

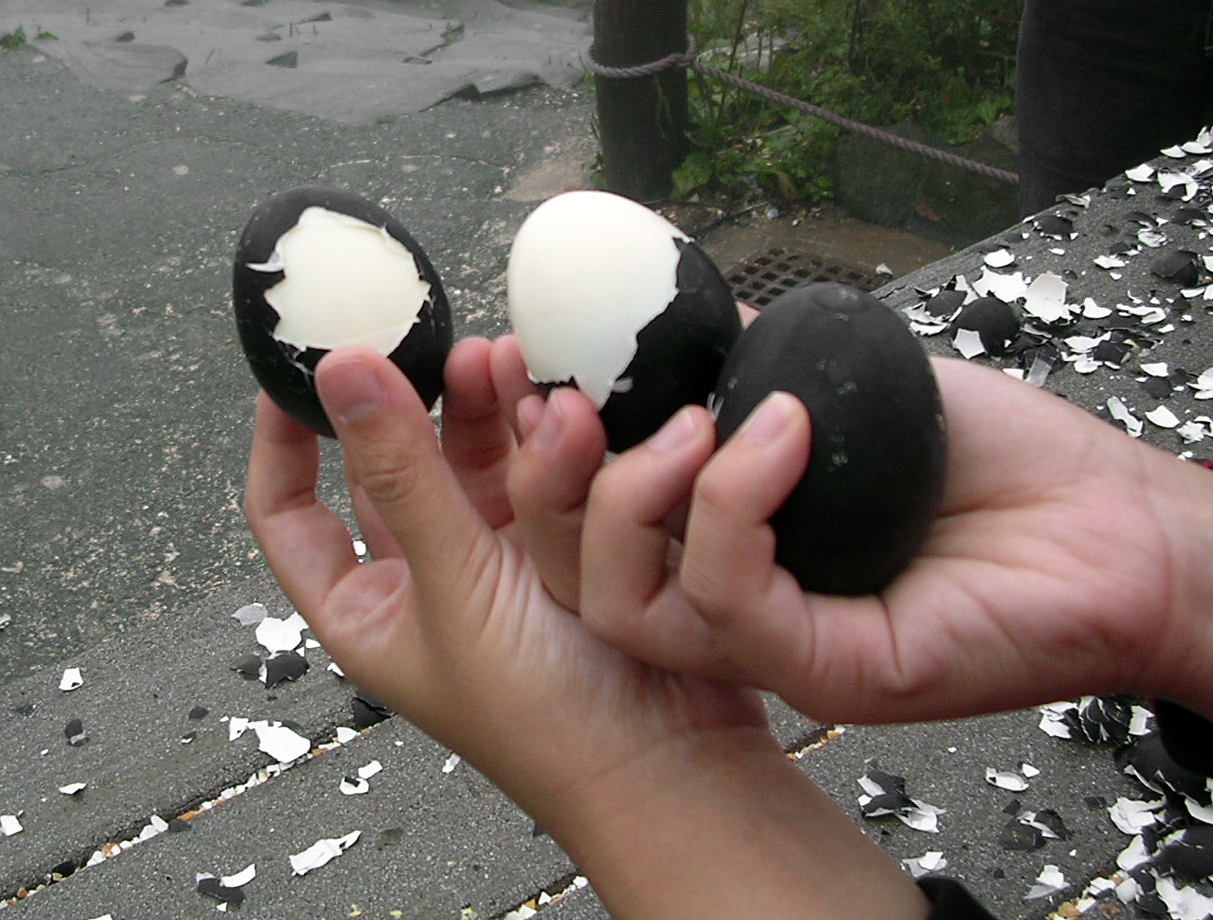
Kuro tamago (fekete tojás)

A Hakone közelében található Óvakudani-völgyben (大涌谷) speciális onszen tamago kapható, az úgynevezett fekete tojás (黒玉子, kuro tamago). Itt a forrásban oldott szulfátok és a vasionok feketévé teszik a tojások héját.

## Fordítás
- Ez a szócikk részben vagy egészben  az   Onsen-Tamago című német Wikipédia-szócikk ezen változatának fordításán alapul.  Az eredeti cikk szerkesztőit annak laptörténete sorolja fel. Ez a jelzés csupán a megfogalmazás eredetét és a szerzői jogokat jelzi, nem szolgál a cikkben szereplő információk forrásmegjelöléseként.